# A Sentinela Anunciando o Reino de Jeová
A Sentinela - Anunciando o Reino de Jeová, mais conhecida pela forma abreviada A Sentinela, é uma revista religiosa publicada pelas Testemunhas de Jeová desde 1879, composta por 32 páginas em sua edição de estudo e 16 páginas a edição ao público (publicada a partir de janeiro de 2013). É distribuída em 413 idiomas com uma periodicidade mensal (edições de estudo e para o público, intercaladas), com uma tiragem superior a 24 milhões de exemplares da edição para o público. Juntamente com a revista Despertai!, constitui um dos mais importantes meios de divulgação das Testemunhas de Jeová e é a revista mais traduzida e com maior circulação em todo mundo; porém na edição do estudo da mesma, com 302 idiomas, inclusive a língua brasileira de sinais (surdo). É a revista mais publicada em todo mundo que não é vendida.

## Editores
Em todas as suas edições, os direitos de autor (ou direitos autorais) pertencem à Watch Tower Bible and Tract Society of Pennsylvania, nos EUA.[carece de fontes?]
As edições para os países lusófonos de A Sentinela são traduzidas para a pt-br (português brasileiro com base na edição inglesa (intitulada The Watchtower - Announcing Jehovah’s Kingdom) com a qual são publicadas em simultâneo. No idioma inglês, é editada pela Sociedade Torre de Vigia de Bíblias e Tratados de Nova Iorque, Inc.. No Brasil, a editora responsável é a Associação Torre de Vigia de Bíblias e Tratados do Brasil, em Cesário Lange, São Paulo. Em Portugal, a editora responsável é a Associação das Testemunhas Cristãs de Jeová de Espanha.

## Linha editorial
A revista afirma que seu objetivo é tornar conhecido o Reino de Jeová Deus, a quem defende como o Criador do Universo e da humanidade. Proclama que, em breve, Deus substituirá os governos atuais por um Reino que terá Jesus Cristo como principal governante em seus primeiros 1000 anos de regência e que fará da Terra um paraíso global.[carece de fontes?]
Os seus artigos centram-se essencialmente em assuntos bíblicos e na divulgação da Bíblia. Os seus editores são  politicamente neutros. Também considera o que acontece nos dias atuais e a sua relação com as Profecias Bíblicas. Possui seções com destaques sobre livros da Bíblia e seções com perguntas sobre assuntos bíblicos. Até o final de 2007, alguns artigos na revista eram impressos com parágrafos numerados e perguntas em rodapé. A partir de Janeiro de 2008, estes artigos passaram a ser publicados numa edição de estudo mensal (análoga às publicadas ininterruptamente até dezembro de 2007), intercalada com a edição mensal para o público em geral. Estes artigos constituem a base para o estudo da Bíblia numa das reuniões congregacionais semanais, nos Salões do Reino. Esta reunião, conhecida por "Estudo de 'A Sentinela'", costuma ter uma duração de uma hora e é conduzida num formato de perguntas levantadas pelo dirigente sendo as respostas dadas pela assistência, após a leitura de cada um dos parágrafos.[carece de fontes?]

### Objetivo expresso na revista
Usualmente impresso nas páginas iniciais da revista, A Sentinela indica o objetivo dos editores. Atualmente, a partir da edição N.1 de 2016, este objetivo é expresso com as seguintes palavras:
"ESTA REVISTA, A Sentinela, honra a Jeová Deus, o Governante do Universo. Consola as pessoas com as boas novas de que o Reino celestial de Deus em breve acabará com toda a maldade e transformará a Terra num paraíso. Incentiva a fé em Jesus Cristo, que morreu para que pudéssemos ter vida eterna e que já está governando como Rei do Reino de Deus. Esta revista, publicada sem interrupção desde 1879, não é política. Adere à Bíblia como autoridade."

## Histórico

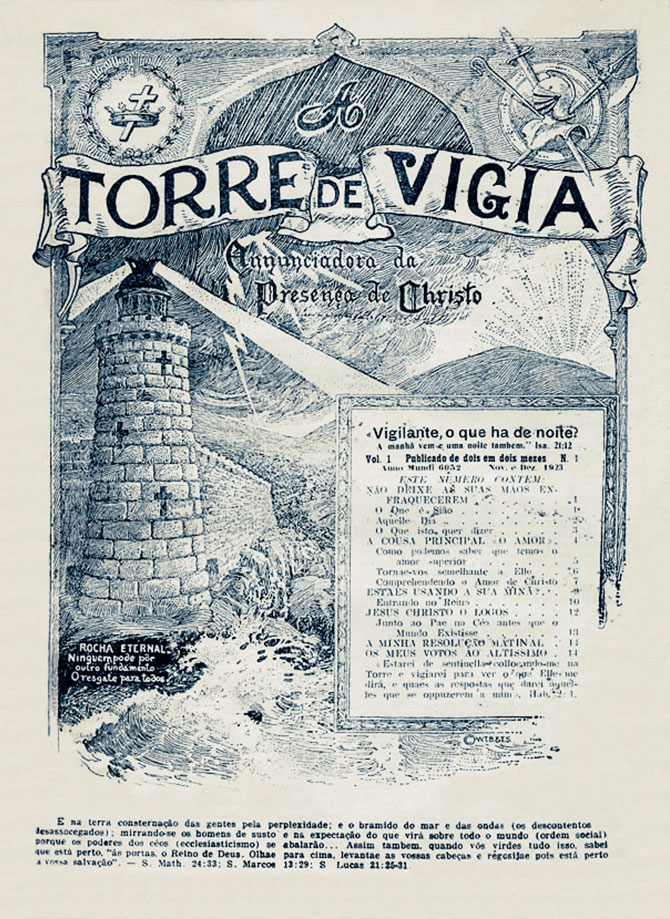
A Torre de Vigia edição brasileira (1923)

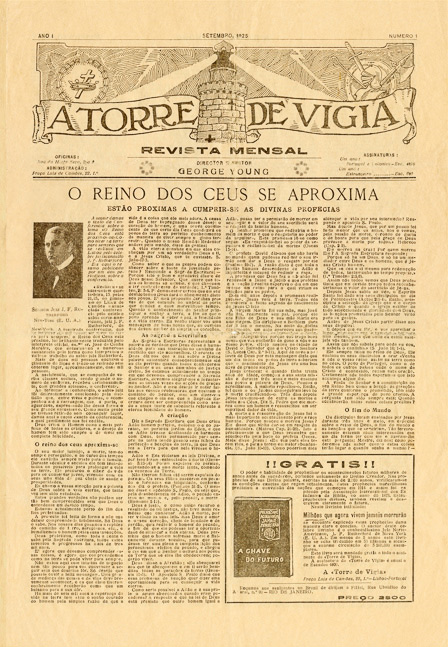
A Torre de Vigia edição portuguesa (1925)

Ao ser publicada pela primeira vez, no idioma inglês, em Julho de 1879, intitulava-se Zion’s Watch Tower and Herald of Christ’s Presence (A Torre de Vigia de Sião e Arauto da Presença de Cristo). Consistia numa publicação mensal, com oito páginas e com uma tiragem de apenas 6 mil exemplares. O número de páginas foi aumentado para 16, em 1891. Tornou-se uma revista quinzenal, em 1892. Em 1 de Janeiro de 1909, o título foi mudado para The Watch Tower and Herald of Christ’s  Presence (A Torre de Vigia e Arauto da Presença de Cristo), para  focalizar mais claramente a atenção no objetivo da revista.[carece de fontes?]
A tradução da revista The Watch Tower para outras línguas começou lentamente. Publicou-se em sueco uma única edição em 1883 para ser usada como tratado. De 1886 a 1889, imprimiu-se em alemão uma edição de tamanho pequeno da revista. Mas, foi só em 1897, que a The Watch Tower apareceu novamente em alemão e continuou a ser publicada regularmente.[carece de fontes?]
Por muitos anos a The Watch Tower era encarada como uma revista principalmente destinada aos considerados cristãos consagrados, membros activos das congregações dos Estudantes da Bíblia, como eram então conhecidas as Testemunhas de Jeová. Devido a isso, a sua circulação era limitada. Em 1916, apenas 45 000 exemplares eram impressos em 7 idiomas: alemão, dano-norueguês, finlandês, francês, inglês, polaco ou polonês e sueco. Quando a sua obra de evangelização ganhou maior ímpeto em 1922, o número de línguas em que a revista era publicada aumentou para 16. Em português, a The Watch Tower veio a ser publicada com o título A Torre de Vigia, posteriormente intitulada A Sentinela.[carece de fontes?]
Por muitos anos, a revista era encarada como fonte de instrução religiosa principalmente para os da classe do Escravo Fiel e Discreto, aqueles que entre as Testemunhas professam ser ungidos por espírito santo, com esperança de vida celestial. A partir de 1935, deu-se repetida ênfase a incentivar todas as outras Testemunhas de Jeová, bem como outros associados com elas, a também obterem e lerem regularmente a revista. A partir da edição de 1 de Janeiro de 1939, para dar maior ênfase à crença de que Cristo já governava no céu como Rei, o título foi alterado para The Watchtower and Herald of Christ’s Kingdom (A Torre de Vigia e Arauto do Reino de Cristo). Daí, em 1 de Março de 1939, mudou-se o título para o actual The Watchtower Announcing Jehovah’s Kingdom (A Sentinela Anunciando o Reino de Jeová), como forma de dirigir a atenção, de modo mais destacado, para Jeová como Soberano Universal, aquele que deu ao seu Filho a autoridade para governar, conforme a Bíblia diz.[carece de fontes?]
A partir dessa época, no início da década de 1940, ofereceram-se ao público assinaturas de A Sentinela durante uma campanha internacional de quatro meses. Em resultado disso, a lista de assinantes aumentou para 120 mil. Nos anos seguintes, A Sentinela era oferecida regularmente às pessoas nas ruas solicitando-se uma pequena contribuição. A circulação continuou a aumentar rapidamente.[carece de fontes?]
Durante anos, as capas da A Sentinela eram impressas a preto e branco. O número de 15 de Agosto de 1950, lançado na Assembleia Aumento da Teocracia das Testemunhas de Jeová, trazia um modelo de capa diferente  contendo ilustrações coloridas, e aumentara de 16 para 32 páginas.[carece de fontes?]
A partir de 2008, a revista passa a ser publicada num novo formato, contendo uma edição geral e uma outra designada por "edição de estudo". Assim, a edição a ser distribuída ao público em geral passou a ter uma edição mensal com data do primeiro dia de cada mês, intercalada a cada dia 15 pela edição de estudo, com uma tiragem menor, destinada essencialmente às Testemunhas de Jeová e aos que com elas se associam nas suas reuniões regulares. Esta alteração introduziu algumas alterações no conteúdo da revista. A edição para o público deixou de incluir os artigos estudados nas reuniões congregacionais que passaram a ser reunidos na edição de estudo.  O relatório anual das actividade das Testemunhas deixou de ser publicado anualmente nas páginas da revista, continuando a ser apresentado no Anuário. Novas secções foram introduzidas a partir de 2008, entre as quais as mensais "Você sabia?", "Achegue-se a Deus" e "Nossos Leitores Perguntam". Em meses alternados é publicada a secção "Ensine Seus Filhos" e "Para os Jovens". A cada três meses são incluídas as secções "Como Ter uma Família Feliz", "Imite a Sua Fé", "Uma Carta de…" e "O Que Aprendemos de Jesus". A partir de janeiro de 2011, passou a fazer parte de cada uma das edições mensais de A Sentinela a seção "Aprenda da Palavra de Deus", com um programa sintético de estudo bíblico por assunto. Em Janeiro de 2013 o modelo foi mudado, passando de 32 para 16 páginas.[carece de fontes?]
A maior parte dos artigos da edição de estudo contêm perguntas para cada parágrafo, o que constitui a base da consideração em grupo. Visto tratar-se de uma edição de trabalho e estudo, a capa não contém diferentes ilustrações para cada exemplar. Apesar de não ser distribuída ao público, a edição de estudo não contém informação exclusiva ou interdita ao público em geral, visto que os artigos são   considerados colectivamente nas reuniões das Testemunhas e, estas reuniões, são públicas e livres.[carece de fontes?]
Apesar das duas edições, de estudo e para o público, a revista continua a ser apenas uma sob o mesmo título e objectivo editorial. No final de cada ano, as duas edições são encadernadas juntas num único volume, sob um índice comum. Ininterruptamente desde 1879, apesar de algumas mudanças ao longo dos anos, especialmente a nível gráfico e tirando partido das novas tecnologias, tal como a fotografia e a impressão a cores, a revista mantém os seus objectivos básicos.[carece de fontes?]

## Distribuição

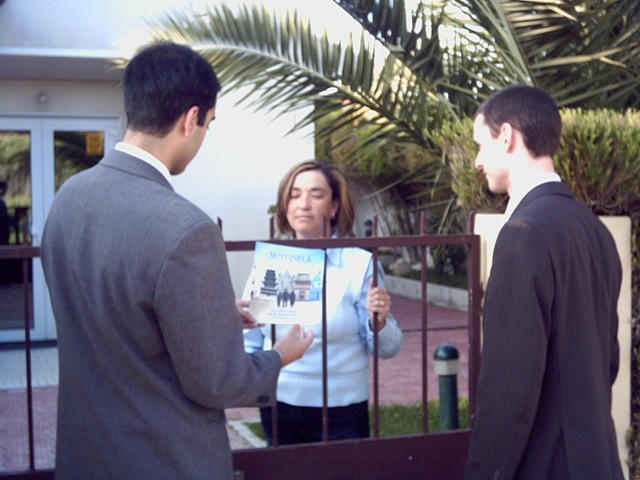
Apresentando a revista A Sentinela na obra pública de evangelização das Testemunhas de Jeová

O método preferencial de distribuição é a entrega em mãos através dos membros locais das congregações das Testemunhas de Jeová. As filiais da Sociedade Torre de Vigia que possuem parque gráfico imprimem os exemplares da revista que, após enviadas para as filiais em cada país, são então distribuídas por cada congregação. Seguidamente, os publicadores levantam no Balcão de publicações do Salão do Reino local os seus próprios exemplares bem como a quantidade que entendem necessária para distribuir pelos seus vizinhos e conhecidos.[carece de fontes?]
As Testemunhas de Jeová oferecem aos interessados a revista A Sentinela no seu trabalho de evangelização de casa em casa bem como em muitas outras situações do quotidiano. Usualmente costumam oferecê-la em conjunto com a revista Despertai!, também publicada pelas Testemunhas. Sendo uma obra sem fins lucrativos, as revistas não são vendidas, no entanto, os que desejarem poderão contribuir com um donativo voluntário que será enviado à Sociedade Torre de Vigia com o objetivo de ajudar a obra mundial efetuada voluntariamente pelas Testemunhas de Jeová, que inclui a produção, tradução, impressão e distribuição de Bíblias e publicações religiosas. Neste respeito, a própria revista contém a informação:[carece de fontes?]
"Esta revista não é vendida. Ela faz parte de um trabalho voluntário para ajudar as pessoas no mundo todo a entender a Bíblia. As despesas desse trabalho são cobertas por donativos."
A tiragem de mais de 93 milhões de cópias por cada edição para o público (a maioria das quais em periodicidade bimestral em 2020), tornam a A Sentinela a revista religiosa mais divulgada do mundo e ocupando os lugares cimeiros entre os periódicos de todos os gêneros. É também classificada entre as revistas mais antigas atualmente em circulação, visto que é publicada ininterruptamente desde 1879. Desde 1919 até 1979, ou seja, durante os primeiros 60 anos de distribuição conjunta das revistas A Sentinela e Despertai!, foram distribuídas perto de cinco bilhões de exemplares destes periódicos. Durante os primeiros anos do Século XXI, a tiragem conjunta destas duas revistas alcançou bem mais de um bilhão de cópias a cada ano.[carece de fontes?]
Além da sua edição regular em papel, A Sentinela está também disponível, em centenas de idiomas em formatos MP3, AAC, EPUB, MOBI, PDF, HTML, CD, CD-ROM e ON-LINE ou em DVD para línguas de sinais.[carece de fontes?]